# Герб Мексики
Герб Мексики — важный символ мексиканской политики и культуры в течение многих столетий.
Герб изображает сидящего на цветущем кактусе беркута, поймавшего змею. Кактус произрастает из скалы, расположенной над озером. В нижней части герб обрамлен ветвями дуба и лавра, перевязанных посредине лентой цветов мексиканского флага.

## История
Согласно древнеиндейскому преданию, бог солнца Уицилопочтли приказал ацтекам поселиться в том месте, где им встретится орёл, сидящий на высоком кактусе и удерживающий в клюве змею. Индейцам удалось обнаружить такую местность, которая полностью соответствовала описанию, и они решили основать на западном берегу озера Тескоко, в живописной долине, свой город. Эта легенда нашла своё отражение на флаге и гербе Мексики. У ацтеков изображения имели глубокие религиозные коннотации, но для европейцев это лишь символ триумфа добра над злом.
Флаг принят 16 сентября 1968 года.